# Humfrid barcelonai gróf

A verduni szerződés és a frank birodalom felosztása (843)

Humfrid (? – 876?) (más névváltozatokban Hunfrid, Humsfrid, Humfried, Unifred, Unifredo, illetve Hunifredo; a modern francia nyelvben, Onfroi vagy Onfroy; angolul Humphrey) frank főnemes, Kopasz Károly király egyik bizalmasa.

## Élete, uralkodása
Származásáról csak feltételezések ismertek. Valószínűsítik, hogy a Hunfriding-ház tagjaként idegenből került Gothiába. Ha ezek a feltételezések helyesek, akkor II. Humfrid rhaetiai herceg (dux super Redicam) fiaként ő lehetett az a III. Humfrid, aki fellázadt Német Lajos keleti frank király ellen, majd a lázadás leverése után a Nyugati Frank Királyságba, Kopasz Károlyhoz menekült. Odalric barcelonai gróf halála után 858-ban (vagy korábban, de semmiképp sem 854 előtt) Kopasz Károly Humfridet nevezte ki örökébe, rábízva több grófságot és Septimania őrgrófjaként a regionális erők összefogását.
Humfrid gyorsan fegyverszünetet kötött a Zaragoza emírjével(?), és mozgósítható erőivel északra indult, hogy csatlakozzon a vikingek elleni hadjáratra készülő királyához. Március 21-én jelentkezett Beaune-ben, ahol a királyi had gyülekezett. Jutalmul megkapta addigi birtokai mellé Autun grófságot és Károly külön neki létrehozta Burgundia őrgrófjának tisztét. Humfrid végig részt vett a hadjáratban, amelynek végén a frankok 859. január 15-én Saint-Quentin mellett döntő vereséget szenvedtek. 
Ezután visszatért a határvidékre, ahol sikeresen védekezett a mórok ellen. 861-ben egy mór sereg megostromolta Barcelonát, Humfrid azonban visszaverte az ostromlókat, majd Károly hozzájárulásával megújította a fegyverszüneti szerződést.
Kopasz Károly és Humfrid viszonya akkor romlott meg, amikor Károly fiát, a Gyermek Károly néven ismert III. Károlyt nevezte ki Akvitánia királyává, Humfrid pedig vonakodott elismerni a nyolc éves gyermek királyságát. Az ellentétek miatt 862. augusztus 19-én Kopasz Károly leváltotta tisztségeiből Humfridet, aki ezen felbőszülve nem pontosan tisztázott körülmények között lerohanta a Toulouse-i grófságot. A többségi álláspont szerint csatában győzte le I. Rajmund grófot úgy, hogy a harcban Rajmund maga is elesett. Humfrid Toulouse-ban székelve sikeresen verte vissza közt II. Pipin támadását is, amikor a bukott akvitániai király egy csapat viking kalandozó élén megostromolta a várost. 864-ben azonban Kopasz Károly döntő túlereje elől menekülnie kellett, és a király Humfrid hűbérbirtokait a megölt toulouse-i gróf fiának, a Gót Bernát néven ismert II. Bernátnak adta.
Humfrid előbb Itáliába menekült, majd onnan a Sváb Hercegségbe ment, ahol 872-ben megkapta hűbérbe a Zürichi grófságot.
876-ban vagy nem sokkal később halt meg; halálának okát nem ismerjük.

## Családja, utódai
Családjáról, leszármazottairól nem tudunk semmit.

## Fordítás
- Ez a szócikk részben vagy egészben  a   Humfrid című angol Wikipédia-szócikk ezen változatának fordításán alapul.  Az eredeti cikk szerkesztőit annak laptörténete sorolja fel. Ez a jelzés csupán a megfogalmazás eredetét és a szerzői jogokat jelzi, nem szolgál a cikkben szereplő információk forrásmegjelöléseként.